# Carpacoce
Carpacoce es un género con siete especies de plantas con flores perteneciente a la familia Rubiaceae. Se encuentra en Sudáfrica.

## Taxonomía
El género fue descrito por Sonder in W.H.Harvey y publicado en Flora Capensis 3: 32. 1865.

## Especies
- Carpacoce burchellii
- Carpacoce curvifolia
- Carpacoce gigantea
- Carpacoce heteromorpha
- Carpacoce scabra
- Carpacoce spermacoce
- Carpacoce vaginellata